# 빅 애플

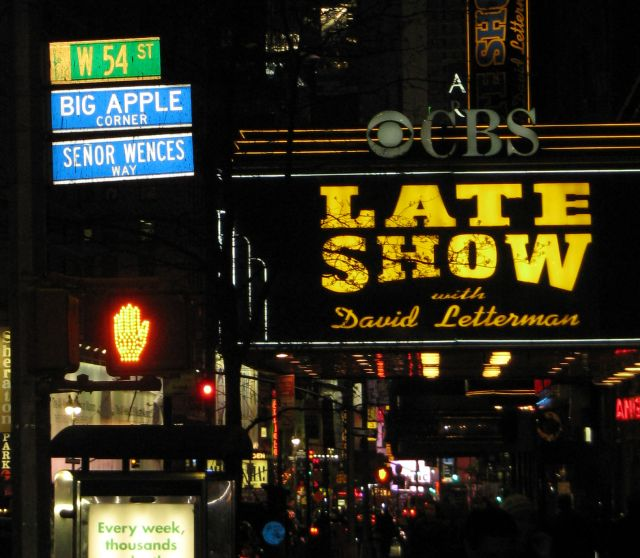
뉴욕의 거리

빅 애플(Big Apple)은 뉴욕의 별명이다. 이 별명은 1920년대부터 존 J.피츠제럴드에 의해 사람들에게 인기를 끌게 되었다.